# Codos
Codos è un comune spagnolo di 279 abitanti situato nella comunità autonoma dell'Aragona.